# České Velenice
České Velenice so mesto na jugu Češke ob meji z Avstrijo v Južnočeškem okraju, kjer mejijo z avstrijskim mestom Gmünd. Do leta 1918 sta bili mesti združeni. V začetku leta 2023 je imelo 3589 prebivalcev.